# B-37
B-37 war ein dieselgetriebenes U-Boot der Foxtrot-Klasse (Projekt 641) in der Nordflotte der sowjetischen Marine. 
Sein Bau wurde am 18. Juli 1958 in Leningrad begonnen, am 5. November 1958 wurde es zu Wasser gelassen. Am 3. Januar 1960 wurde es bei der Nordflotte in Dienst gestellt.
Am 11. Januar 1962 lag das U-Boot am Pier im Heimathafen Poljarny vor Anker. Alle wasserdichten Schotten waren während der Durchführung von Prüf- und Wartungsarbeiten an den Torpedos geöffnet. Vermutlich durch ausströmendes Wasserstoffgas, das sich beim Einschalten elektrischer Anlagen entzündete, kam es zu einem Brand im Torpedoraum, der zu einem Cook off von zwölf Torpedos führte. Die Explosion kostete 59 Männer der Besatzung unmittelbar sowie 73 weitere Personen in der näheren Umgebung das Leben. Allein 19 dieser Personen befanden sich auf dem daneben liegenden und ebenfalls schwer beschädigten Projekt-633-U-Boot S-350, weitere Opfer gehörten zu anderen Schiffen sowie zum Personal der U-Boot-Basis. Der Schiffsanker der B-37 wurde 2 km weit geschleudert. Von der Besatzung von B-37 überlebten nur der Kommandant, Kapitän Begeba, der zum Zeitpunkt der Explosion auf der Pier stand, sowie Kapitän Jakubenko, der sich in einem anderen Teil der U-Boot-Basis aufhielt. 